# مونيكا لويس
مونيكا لويس (بالإنجليزية: Monica Lewis)‏ هي مغنية وممثلة أمريكية، ولدت في 5 مايو 1922 بشيكاغو في الولايات المتحدة، وتوفيت في 12 يونيو 2015 في الولايات المتحدة بسبب مرض.

## وصلات خارجية
- مونيكا لويس على موقع IMDb (الإنجليزية)
- مونيكا لويس على موقع ميوزك برينز (الإنجليزية)
- مونيكا لويس على موقع قاعدة بيانات برودواي على الإنترنت (الإنجليزية)
- مونيكا لويس على موقع ديسكوغز (الإنجليزية)
- مونيكا لويس على موقع قاعدة بيانات الفيلم (الإنجليزية)